# Gmina Bieżuń
Die Gmina Bieżuń ist eine Stadt-und-Land-Gemeinde im Powiat Żuromiński der Woiwodschaft Masowien in Polen. Ihr Sitz ist die gleichnamige Kleinstadt mit etwa 1850 Einwohnern.

## Geographie
Die Gemeinde liegt etwa 60 Kilometer nördlich von Płock und 130 Kilometer nordwestlich der Hauptstadt Warschau. Nachbargemeinden sind Lutocin, Radzanów, Rościszewo, Siemiątkowo, Szreńsk, Zawidz und Żuromin. Zu den Gewässern gehört die Wkra.

## Geschichte
Die Landgemeinde wurde 1973 wiedergegründet. In ihr ging die ehemalige Gmina Stawiszyn auf. Ihr Hauptort erhielt 1994 die Stadtrechte und die Gemeinde bekam ihren heutigen Status.
Das Gemeindegebiet kam 1956 vom Powiat Sierpecki zum Powiat Żuromiński und gehörte bis 1975 zur Woiwodschaft Warschau. Es kam dann bis 1998 zur Woiwodschaft Ciechanów, der Powiat wurde in dieser Zeit aufgelöst. Zum 1. Januar 1999 kam es zur Woiwodschaft Masowien und zum wiedererrichteten Powiat Żuromiński.

## Gliederung
Die Stadt-und-Land-Gemeinde Bieżuń gliedert sich in 26 Orte mit Schulzenamt (sołectwa):
- Adamowo
- Bielawy Gołuskie
- Bieżuń
- Dąbrówki
- Dźwierzno
- Gołuszyn
- Karniszyn
- Karniszyn-Parcele
- Kobyla Łąka
- Kocewo
- Mak
- Małocin
- Myślin
- Pozga
- Sadłowo
- Sadłowo-Parcele
- Sławęcin,
- Stanisławowo
- Stawiszyn-Łaziska
- Stawiszyn-Zwalewo
- Strzeszewo
- Trzaski
- Wieluń
- Wilewo-Pełki
- Władysławowo
- Zgliczyn Pobodzy

Weitere Orte sind die Kolonie Kobyla Łąka und der Weiler Marysin.